# Mikia paicalis
Mikia paicalis là một loài ruồi trong họ Tachinidae.